# Katarina Manić
Katarina Manić (in serbo Кaтaринa Мaнић?; Pirot, 11 ottobre 1980) è un'ex cestista serba.

## Carriera
Con la Serbia e Montenegro ha disputato due edizioni dei Campionati europei (2003, 2005).